# Narodowo-Chłopska Partia Chrześcijańsko-Demokratyczna

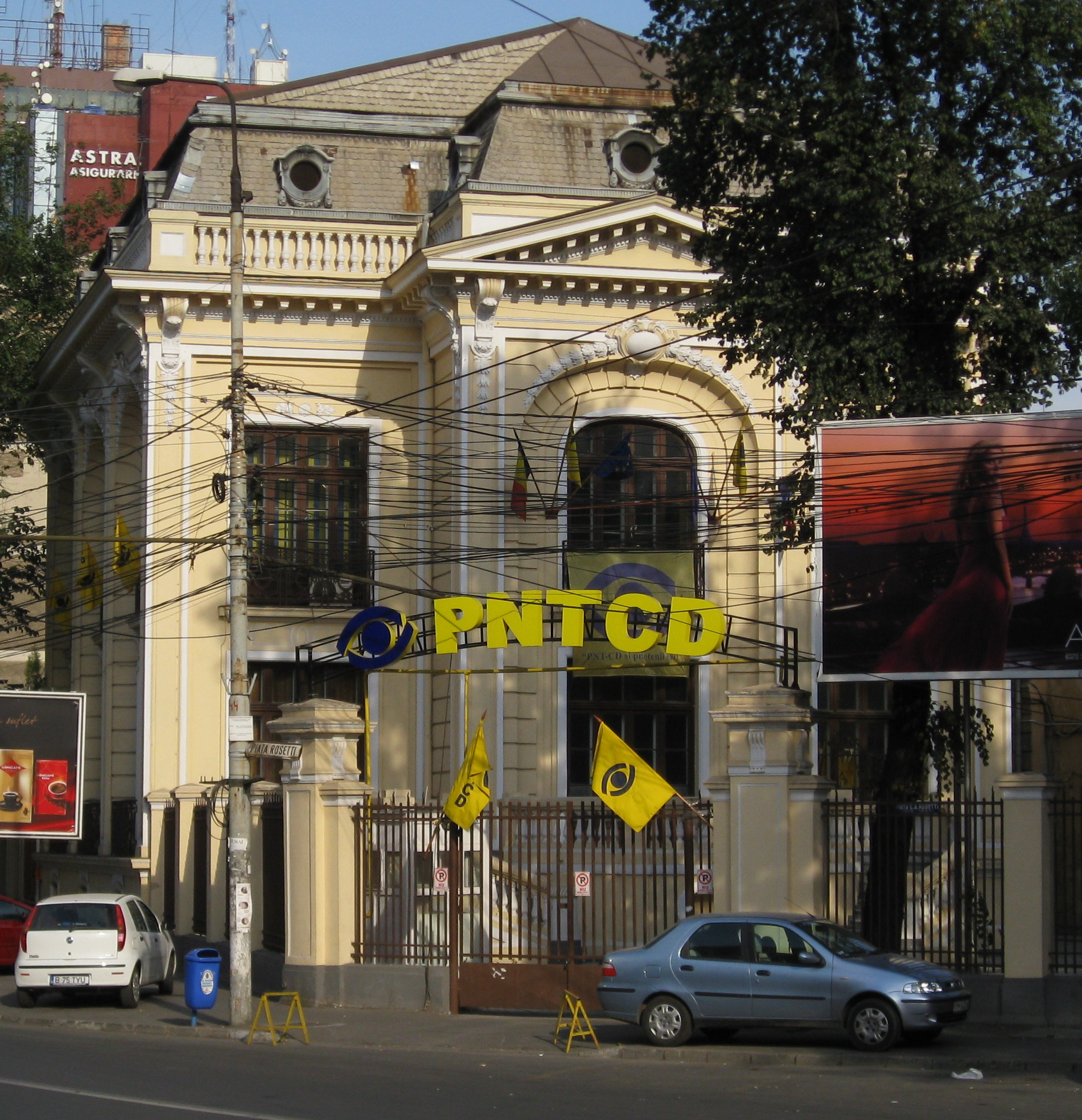
Siedziba PNȚCD

Narodowo-Chłopska Partia Chrześcijańsko-Demokratyczna, Partia Narodowo-Chłopska Chrześcijańsko-Demokratyczna lub Chrześcijańsko-Demokratyczna Partia Narodowo-Chłopska (rum. Partidul Național Țărănesc Creștin Democrat, PNȚCD) – rumuńska partia polityczna o profilu chrześcijańsko-demokratycznym, działająca od 1990.

## Historia
Partia powstała 26 grudnia 1989, została zarejestrowana w następnym miesiącu. Nawiązywała do powstałej w 1926 Partii Narodowo-Chłopskiej, rozwiązanej w 1947 przez komunistów. Założyli ją działacze antykomunistyczni, a także przedstawiciele środowisk emigracyjnych. W 1990 chadecy wystartowali w wyborach parlamentarnych, otrzymując 2,6% głosów w wyborach do Izby Deputowanych i 12 mandatów poselskich. Ich przedstawiciel Ion Rațiu kandydował na prezydenta, zajmując ostatnie miejsce wśród trójki kandydatów z wynikiem 4,3% głosów.
W 1991 PNȚCD współtworzyła Rumuńską Konwencję Demokratyczną, w ramach której była największym ugrupowaniem. W wyborach parlamentarnych w 1992 CDR zajęła drugie miejsce, posłami zostało 40 przedstawicieli chadeków. Koalicję utrzymano również w wyborach w 1996, w których odniosła zwycięstwo – spośród 122 mandatów, które przypadły sojuszowi, ponad 80 obsadzili działacze PNȚCD. Jej działacze, Victor Ciorbea i następnie Radu Vasile, sprawowali urząd premiera. Ugrupowanie traciło na popularności, dochodziło do wewnętrznych konfliktów, które skutkowały m.in. wykluczeniem z szeregów partii Radu Vasile.
W 2000 formacja dołączyła do wyborczej koalicji CDR 2000, która nie przekroczyła wyborczego progu. PNȚCD w 2004 ponownie przegrała wybory parlamentarne, a jej ówczesny przewodniczący, Gheorghe Ciuhandu, w wyborach prezydenckich dostał 1,9% głosów. W 2008 partia nie wystawiła własnych list wyborczych. W ugrupowaniu przez kilka lat dochodziło do sporów między frakcjami, które skutkowały wybieraniem konkurencyjnych liderów dla urzędujących przewodniczących.
Ostatecznie, m.in. po odejściu Victora Ciorbei i rozwiązaniu frakcji, przewodniczącym pozostał Aurelian Pavelescu. W 2012 partia startowała w koalicji z m.in. PDL, wprowadzając 1 posła do Izby Deputowanych i 1 przedstawiciela do Senatu.
PNȚCD należała do Europejskiej Partii Ludowej.

## Przewodniczący
- 1990–1995: Corneliu Coposu
- 1995–2000: Ion Diaconescu
- 2000–2001: Constantin Dudu Ionescu
- 2001–2001: Andrei Marga
- 2001–2004: Victor Ciorbea
- 2004–2007: Gheorghe Ciuhandu
- 2007–2010: Marian Petre Miluț
- od 2010: Aurelian Pavelescu